# Soloella guttivaga
Soloella guttivaga is een vlinder uit de familie spinneruilen (Erebidae). De wetenschappelijke naam is voor het eerst geldig gepubliceerd in 1854 door Walker.
De soort komt voor in tropisch Afrika.